# Пшегіня-Духовна
Пшегіня-Духовна (пол. Przeginia Duchowna) — село в Польщі, у гміні Черніхув Краківського повіту Малопольського воєводства.
Населення — 1111 осіб (2011).
У 1975-1998 роках село належало до Краківського воєводства.

## Демографія
Демографічна структура станом на 31 березня 2011 року:
|          | Загалом | Допрацездатний вік | Працездатний вік | Постпрацездатний вік |
| -------- | ------- | ------------------ | ---------------- | -------------------- |
| Чоловіки | 529     | 116                | 364              | 49                   |
| Жінки    | 582     | 127                | 341              | 114                  |
| Разом    | 1111    | 243                | 705              | 163                  |